# Tiếng Anh Canada
Tiếng Anh Canada (en-CA) là một biến thể của tiếng Anh được nói ở Canada. Tiếng Anh là ngôn ngữ đầu tiên, hay "tiếng mẹ đẻ", của khoảng 18 triệu dân Canada (57%), và hơn 28 triệu (86%) là sử dụng thông thạo ngôn ngữ này. 76% người Canada nói tiếng Anh bên ngoài Québec như người bản địa, nhưng trong tỉnh Québec con số này giảm xuống chỉ còn 8%.
Tiếng Anh Canada tiếng Anh có chứa các thành phần của tiếng Anh-Anh và tiếng Anh Mỹ về từ vựng, cũng như một số "phương ngữ Canadia" riêng. Ở nhiều vùng, khẩu ngữ tiếng Anh chịu ảnh hưởng của tiếng Pháp, và có những khác biệt đáng chú ý của địa phương. Canada có rất ít sự đa dạng phương ngữ so với Hoa Kỳ. Ngữ âm học, âm vị học, hình thái học, cú pháp và từ vựng cho hầu hết đối với tiếng Anh ở Canada là tương tự như của khu vực Tây và Trung bộ của Hoa Kỳ. Vùng Ngũ Đại Hồ Canada có sự tương đồng với các vùng Upper Midwest & Great Lakes và/hoặc phương ngữ Yooper (đặc biệt Michigan mà có quan hệ kinh doanh rộng lớn với Ontario), trong khi hệ thống âm vị học của tiếng Anh Canada phía tây hầu như giống hệt như của vùng Tây Bắc Thái Bình Dương của Hoa Kỳ, và ngữ âm học thì tương đồng. Như vậy, tiếng Anh Canada và tiếng Anh Mỹ đôi khi được phân loại vào chung nhóm tiếng Anh Bắc Mỹ. Chính tả tiếng Anh Canada phần lớn là một sự pha trộn của các quy ước chính tả của Anh và Mỹ.

## Lịch sử
Thuật ngữ "Tiếng Anh Canada" lần đầu tiên được chứng thực trong một bài phát biểu của Reverend A. Constable Geikie trong một địa chỉ gửi cho Viện Canada vào năm 1857. Geikie, một người Scotland sinh ra tại Canada, phản ánh chủ nghĩa dân tộc thái độ đó sẽ là phổ biến ở Canada cho trăm năm sau khi ông đề cập đến ngôn ngữ như "một phương ngữ tham nhũng", so với những gì ông coi là tiếng Anh thích được nói bởi những người nhập cư từ Anh.
Tiếng Anh Canada là sản phẩm của năm làn sóng nhập cư và định cư trong khoảng thời gian hơn hai thế kỷ. Làn sóng định cư nói tiếng Anh lâu dài đầu tiên ở Canada, và về mặt ngôn ngữ quan trọng nhất, là dòng người Trung thành chạy trốn khỏi Cách mạng Mỹ, chủ yếu từ các quốc gia Trung Đại Tây Dương - như vậy, tiếng Anh Canada được một số học giả tin tưởng có nguồn gốc từ tiếng Anh Bắc Mỹ. Tiếng Anh Canada đã phát triển các tính năng của riêng mình từ đầu thế kỷ 19. Làn sóng thứ hai từ Anh và Ireland được khuyến khích định cư tại Canada sau Chiến tranh năm 1812 bởi các thống đốc Canada, những người lo lắng về sự thống trị và ảnh hưởng của người Mỹ trong các công dân của mình. Làn sóng nhập cư từ khắp nơi trên thế giới lên đến đỉnh điểm vào năm 1910, 1960 và tại thời điểm hiện tại có ảnh hưởng ít hơn, nhưng họ đã biến Canada thành một quốc gia đa văn hóa, sẵn sàng chấp nhận thay đổi ngôn ngữ từ khắp nơi trên thế giới trong thời kỳ toàn cầu hóa hiện nay.
Ngôn ngữ của thổ dân ở Canada bắt đầu ảnh hưởng đến các ngôn ngữ châu Âu được sử dụng ở Canada ngay cả trước khi việc định cư rộng rãi diễn ra và tiếng Pháp của Hạ Canada đã cung cấp từ vựng, với các từ như toque và portage, cho tiếng Anh của Thượng Canada.